# Рыбчинский, Юрий Александрович
Юрий Александрович Рыбчинский (23 июля 1935, Бердянск  — 11 марта 2023, Москва) — советский фотограф, фотожурналист. Почётный член Союза фотохудожников России.

## Биография
Родился в Бердянске Запорожской области. Во время войны был эвакуирован на Кавказ.
С 1954 года обосновался в Москве. В 1959 году окончил геологоразведочный факультет Московского института цветных металлов и золота, получил диплом геолога, работал в Сибири и Якутии. В 1962 году устроился литературным сотрудником в журнал «Советский Союз».
В 1970 году решил заниматься фотографией. В середине 80-х работал в журнале «Наука и техника». Некоторое время сотрудничал с АПН. С 1965 года член Союза журналистов СССР.
В середине 1980-х Юрий Рыбчинский ушёл из журналистики и стал независимым фотографом, работая истопником в котельной.
В конце 70-х-начале 80-х появились серии снимков: «Городок», «Изначальный соцарт», «Улица», «Тюрьма», «Вытрезвитель», получившие во время перестройки большую известность.
Участвовал почти во всех выставочных проектах (Франция, Финляндия, Швейцария, Дания, Швеция, США и т. д.) о «новой советской» и «постсоветской» фотографии, также активно снимал перестроечную страну.
В 1993 году совместно с фотографом Эдуардом Гладковым создал «Музей фотографических коллекций».
Фотографии из собрания этого фонда были переданы на хранение в коллекцию Московского дома фотографии и показаны на выставке: «Фотоэстафета. От Родченко до наших дней» в Центральном Манеже в 2007 году.
Скончался 11 марта 2023 года.

## Музей фотографических коллекций
Юрий Рыбчинский и Эдуард Гладков — организаторы первой в России коллекции фотографии XX века — Музея фотографических коллекций.
Авторы книги:
- 2007 — Рыбчинский Ю. и Гладков Э. «Фотоэстафета от Родченко до наших дней». Издание Московского дома фотографии. ISBN 5-93977-023-1

Кураторы выставок:
- 1997 — «От Родченко до наших дней». Москва. Галерея А3
- 2007 — «От Родченко до наших дней». Москва. Манеж

```
Пресса о выставке:
```

- В Москве покажут фотографии «от Родченко до наших дней», «Российская газета» — № 3417 от 1 марта 2004 г.
- ФОТОЭСТАФЕТА. ОТ РОДЧЕНКО ДО НАШИХ ДНЕЙ, Александр Лаврентьев. Photographer.Ru

## Персональные выставки Юрия Рыбчинского
- 1985 — «Юрий Рыбчинский» Дом культуры гуманитарных факультетов МГУ Москва.
- 2008 — «Юрий Рыбчинский. Фотографии 1970—1990-х годов». В рамках программы «Классики российской фотографии». Манеж. Москва.
- 2020 — «Юрий Рыбчинский. НОВЫЙ РЕАЛИЗМ В РОССИЙСКОЙ ФОТОГРАФИИ. 1970—1990-е годы». Московский дом фотографии
- 2020 — персональная фотовыставка Юрия Рыбчинского на «Фотобиеналле 2020» в МАММ.

##### Отзыв о выставке
Юрий Рыбчинский (род. 1935), «Новый реализм в российской фотографии. 1970—1990». Фотографическая карьера уроженца Бердянска началась поздно, в 1970-х годах. Рыбчинский — совсем «несоветский» фотограф. Он снимал вне канонов и то, что оставалось за кадром официальной хроники. Его визуальность — естественная, снимки сделаны на ходу. Иногда «отрезаны» головы, в кадре только ноги или руки, горизонт завален. И в этом вся прелесть — показывать жизнь как она есть. Фотохроника Рыбчинского запечатлела исторические события 1990-х, прежде всего августовский путч и всех его героев. В этом самом стиле life — честном и бескомпромиссном. Таком же, как момент народного взрыва и политического перелома.
Мария Москвичёва «МК» 16.03.2020

## Групповые выставки
- 2017 — «Red Horizon — Contemporary Аrt and Photography in the USSR and Russia, 1960—2010». The Columbus Museum of Аrt, USA

## Монография
- 2008 — Тексты Михаил Сидлин, Александр Слюсарев и Лия Бендавид-Вал. «Юрий Рыбчинский. Фотографии 1970—1990-х годов», Издание Московский дом фотографии

## Интервью
- Текст: Ирина Меглинская. «Юрий Рыбчинский: „Я бросил работу и ушёл в котельную“ Афиша. № 220, 2008 г.
- Текст: Евгения Волункова. "Инаковидящий". сайт Такие дела

## Публикации в книгах
- 1988 — Taneli Escola & Hannu Eerikainen „Toisinnakijat“ (Инаковидящие») Helsinki.
- 1988 — Wiktor Misiano. «Die zeitgenossische Photographie in der Sowjetunion», Edition Stemmle.
- 1988 — «Say Cheese!», Soviet Photography 1968—1988" Editions du Comptoir de la Photographie.
- 1991 — L. Bendavid-Val «Changing Reality. Recent Sowiet Photography», Starwood pub., USA.
- 2017 — «Red Horizon — Contemporary Аrt and Photography in the USSR and Russia, 1960—2010». The Columbus Museum of Аrt, USA
- 2017 — Ольга Свиблова. РОССИЯ. ХХ ВЕК В ФОТОГРАФИЯХ: 1965—1985. МДФ/МАММ

## Работы Ю.Рыбчинского находятся в коллекциях
- Московский дом фотографии
- коллекция Союза фотохудожников, Россия
- Галерея искусства Коркоран
- Harry Ransom Humanities research Center, the University of Texas at Austin
- The Norton and Nancy Dodge Collection of Nonconformist Art from the Soviet Union Jane Voorhees Zimmerli Art Museum, Rutgers, the State University of New Jersey

## Публикации

Париж 1989. публикации Юрия Рыбчинского.
Париж 1989. публикации Юрия Рыбчинского.